# Romeo and Juliet Get Married
Romeo and Juliet Get Married (2005) ist eine Liebeskomödie des brasilianischen Regisseurs Bruno Barreto.

## Handlung
Alle Mitglieder der ursprünglich sizilianischen Familie Baragatti sind fanatische Anhänger des Stadtclubs von São Paulo, Palmeiras. Bei einem Spiel gegen den Stadtrivalen Corinthians (Derby Paulista) entdeckt die 25-jährige Tochter Baragatti, Julieta, einen heißblütigen Corinthians-Fan. Sie wirft sofort ein Auge auf ihn, hat aber noch keine Gelegenheit mit ihm zu sprechen.
Als sie, eine aktive Fußballspielerin, ihre Mannschaft verliert, bekommt sie beim darauffolgenden Familienstreit einen Funken ins Auge. Es stellt sich heraus, dass ihr Augenarzt eben jener Corinthians-Fan ist, den sie bereits beim Spiel gesehen hat. Sie verabredet sich mit ihm.
Im Laufe des Films kommen immer mehr Verwirrungen hinzu, da der 40-jährige Witwer Romeu sich als Palmeiras-Fan ausgeben muss, um bei Alfredo Baragatti, Julietas Vater, eine Chance zu haben. Gleichzeitig wird er von seiner Großmutter Nenzica und seinem Sohn Zilinho verachtet, weil er die Corinthians verraten hat.

## Hintergrund
Der Film ist eine freie Adaption von Shakespears Werk Romeo and Juliet. Sehr schön zu sehen ist dies in der Abwandlung der berühmten Balkonszene und im Abspann, wo die letzten Worte der großen Tragödie wörtlich zitiert werden.